# Stephen Kevan
Stephen Kevan  (* 1954) ist ein US-amerikanischer Festkörperphysiker.
Kevan studierte Chemie an der Wesleyan University mit dem Bachelor-Abschluss summa cum laude 1976 und wurde 1980 an der University of California, Berkeley, bei David Shirley  in Physikalischer Chemie promoviert (Dissertation: Normal Emission Photoelectron Diffraction: a New Technique for Determining Surface Structure). Danach war er Mitglied der Bell Laboratories bei Summit (New Jersey), bevor er 1986 als Associate Professor an die University of Oregon ging, wo er 1991 Professor wurde. 2007 bis 2012 war er dort Leiter der Abteilung Physik. Ab 2012 nahm er eine längere Auszeit als Abteilungsleiter an der Advanced Light Source (ALS) des Lawrence Berkeley National Laboratory.
Kevan ist für Entwicklungen in der Photoelektronenspektroskopie (winkelaufgelöste Photoemissionsspektroskopie, ARPES, mit Eli Rotenberg) bekannt. Er befasst sich mit elektronischen und magnetischen Strukturen an zweidimensionalen Objekten wie Oberflächen, Grenzflächen und dünnen Filmen, Fluktuationen im Nanobereich und emergenter Komplexität sowie Nutzung und Technologie weicher Röntgenstrahlen (Synchrotronquellen). Neben der ALS, an der er an einer Synchrotronquelle der 4. Generation arbeitet und außerdem die ALS Operationen beaufsichtigt,  war zuvor Nutzer der Stanford Synchrotron Radiation Lightsource und der National Synchrotron Light Source am Brookhaven National Laboratory. Er nutzte diese unter anderem zum Studium mikroskopischer magnetischer Fluktuationen zum Beispiel bei Umkehr des magnetischen Feldes.
1986 erhielt er einen Presidential Young Investigator Award der National Science Foundation, war 1987 Sloan Research Fellow und erhielt 1998 den ALS Science Prize. 2017 erhielt er mit Eli Rotenberg den Davisson-Germer-Preis für die Entwicklung winkelaufgelöster Photoemissionsspektroskopie (ARPES), die zu Durchbrüchen in der Oberflächenphysik führten. Er ist Fellow der American Physical Society und der American Association for the Advancement of Science.

## Schriften (Auswahl)
- Evidence for a new broadening mechanism in angle-resolved photoemission from Cu (111), Phys. Rev. Lett., Band 50, 1983, S. 526
- Surface states and reconstruction on Ge (001), Phys. Rev. B, Band 32, 1985, S. 2344
- mit R. H. Gaylord: High-resolution photoemission study of the electronic structure of the noble-metal (111) surfaces, Phys. Rev. B, Band 36, 1987, S. 5809
- Angle-Resolved Photoemission: Theory and Current Applications, Elsevier 1992
- mit H. W. Yeon, E. Rotenberg u. a.: Instability and charge density wave of metallic quantum chains on a silicon surface, Phys. Rev. Lett., Band 82, 1999, S. 4898
- mit E. Rotenberg, J. Schaefer: Coupling between Adsorbate Vibrations and an Electronic Surface State,  Phys. Rev. Lett., Band 84, 2000, S. 2925
- mit M. S. Pierce, E. E. Fullerton u. a.: Disorder-induced microscopic magnetic memory, Phys. Rev. Lett., Band 94, 2005, S. 017202 (2005).
- mit F. Patton, D. Deponte, G. Eliot: Speckle Patterns with Atomic and Molecular de Broglie Waves, Phys. Rev. Lett., Band 97, 2006, S. 013202
- mit Oleg Krupin,  Eli Rotenberg: Controlling the Magnetic Ground State Cr1-xVx(110) Films,  Phys. Rev. Lett., Band 99,  2007, S. 147208
- mit M. A. Pfeifer u. a.: Orbital Domain Dynamics in a Doped Manganite, New J. Phys., Band 10, 2008, S. 053023
- mit A. Bostwick, E. Rotenberg u. a.: Quasiparticle Transformation during a Metal-Insulator Transition in Graphene, Phys. Rev. Lett., Band 103, 2009, S. 056404
- mit Run Su u. a.: Emergent Rotational Symmetries in Disordered Magnetic Domain Patterns, Rev. Lett., Band 107, 2011, S. 257204
- mit S. Roy u. a.: Lensless X-Ray Imaging in Reflection Geometry, Nature Photonics, Band 5, 2011, S. 243
- mit M. C. Langner, R. W. Schoenlein u. a.: Coupled Skyrmion Sublattices in Cu2OseO3, Phys. Rev. Lett., Band 112, 2014, S. 167202
- mit J. C. T. Lee, S. Roy u. a.: Synthesizing skyrmion bound pairs in Fe-Gd thin films,  Appl. Phys. Lett., Band 109, 2016, S. 022402